# مارچین سسنوفسکی
مارچین سُسنوفسکی (لهستانی: Marcin Sosnowski؛ زادهٔ ۲۶ ژوئیه ۱۹۵۲) بازیگر، صداپیشه، کارگردان فیلم و کارگردان نمایش اهل لهستان است.
از فیلم‌ها یا مجموعه‌های تلویزیونی که وی در آن‌ها نقش داشته‌است، می‌توان به سال‌های شیرین، با گذشتِ روزها، از پسِ سال‌ها…، طایفه، خانواده جایگزین، رنگ‌های خوشبختی و پدر متیو اشاره نمود.